# Лински, Майкл
Майкл Томас Лински (англ. Michael Thomas Lynskey) — новозеландский учёный, психиатр. 

## Биография
Он является профессором наркологии в Национальном наркологическом центре Института психиатрии, психологии и неврологии Королевского колледжа Лондона в Соединённом Королевстве. Ранее он занимал должности в Национальном центре исследований наркотиков и алкоголя Университета Нового Южного Уэльса в Австралии и на кафедре психиатрии Медицинской школы Вашингтонского университета в США. Стажировался в Новой Зеландии, где получил степень магистра в Кентерберийском университете. Он также учился в Университете Отаго и работал над исследованием здоровья и развития Крайстчерча.